# Хорощак Сергій Михайлович
Сергі́й Миха́йлович Хороща́к (1 вересня 1981, Тернопільська область — 13 лютого 2023, с. Масютівка, Харківська область) — український військовослужбовець, солдат 105 ОБрТрО Збройних сил України, учасник російсько-української війни. Почесний громадянин міста Тернополя (2023, посмертно).

## Життєпис
Сергій Хорощак народився 1 вересня 1981 року.
Приватний підприємець.
На фронті з початком повномасштабного російського вторгнення в Україну. Стрілець 3-го відділення стрілецького взводу 83-го окремого батальйону територіальної оборони 105-ї окремої бригади територіальної оборони. Загинув 13 лютого 2023 року в с. Масютівка на Харківщині.
Похований 17 лютого 2023 року на Алеї Героїв Микулинецького цвинтаря м. Тернополя.
Залишилися дружина та два сини.

## Нагороди
- почесний громадянин Тернопільської области (2025, посмертно)[1];
- почесний громадянин міста Тернополя (3 березня 2023, посмертно) — за вагомий особистий вклад у становленні української державності та особисту мужність і героїзм у виявленні у захисті державного суверенітету та територіальної цілісності України[2].